# PlayStation 4
PlayStation 4 (abbreviata con la sigla PS4) è una console per videogiochi prodotta da Sony Interactive Entertainment, dotata di varie funzioni multimediali oltre a quelle di intrattenimento videoludico. Annunciata come successore di PlayStation 3 da Andrew House il 20 febbraio 2013 in Europa durante il PlayStation Meeting, tenutosi a Manhattan, New York, la console è disponibile dal 15 novembre del 2013 nel Nord America, dal 29 novembre del 2013 in Europa e dal 17 dicembre del 2013 in Asia e Sud America, mentre in Giappone dal 22 febbraio del 2014 includendo la versione digitale del gioco Knack. Fa parte dell'ottava generazione di console e compete commercialmente con Wii U e Nintendo Switch di Nintendo e Xbox One di Microsoft.
Nella notte tra il 10 e l'11 giugno 2013, è stato presentato il design della console con varie fotografie, nelle quali si è potuto osservare che gli auricolari possono collegarsi direttamente al controller di gioco e non alla console, in modo da avere maggiore libertà di movimento.
La console è interattiva con molti servizi e può collegarsi con tutti i dispositivi attraverso la PlayStation App, progettata per migliorare il gameplay usando iOS e Android. PlayStation Now, basato sulla tecnologia cloud di Gaikai, permette di giocare ai titoli PlayStation sui vari apparecchi marchiati PlayStation e su altre piattaforme non necessariamente dedicate al gaming, come TV Bravia di Sony, tablet e smartphone e Remote Play, che permette di usare PlayStation Vita come schermo secondario.
Sony ha voluto fortemente collegare la console ai social, introducendo un nuovo tasto SHARE sul controller che consente di catturare immagini e video, i quali  possono essere successivamente pubblicati su Facebook, su YouTube e su Twitch. Inoltre, i giocatori possono essere trasmessi in streaming dal vivo. Una funzionalità che è chiamata Share Play consente agli utenti di invitare un amico alla sessione di gioco, anche se quest'ultimo non possiede una copia del gioco, che invece possiede l'altro giocatore.

## Storia

### Contesto e sviluppo (2009-2013)
Secondo l'architetto Mark Cerny, lo sviluppo della console è iniziato nel 2009. Meno di due anni prima, la PlayStation 3 fu messa sul mercato dopo mesi di ritardo a causa di alcuni problemi di produzione. Fu lanciata quasi un anno dopo dalla messa in vendita della Xbox 360 che già ebbe quasi 10 milioni di vendite. Il CEO di PlayStation Europa Jim Ryan volle evitare questo problema con la PS4. In fase di produzione Sony lavorò con lo sviluppatore di software Bungie, che offrì il loro contributo per sviluppare il controller. Nel 2012, Sony iniziò a spedire kit di sviluppo agli sviluppatori di giochi, costituito da un PC modificato con chipset AMD Accelerated Processing Unit. Questo kit di sviluppo era conosciuto come "Orbis".
Nei primi mesi del 2013, Sony annunciò che un evento conosciuto come "PlayStation Meeting" si sarebbe tenuto a Manhattan il 20 febbraio 2013. La notte tra il 20 e 21 febbraio, precisamente alle ore 0 (ora italiana), inizia, in diretta da Manhattan, il PlayStation Meeting seguito da migliaia di persone attraverso vari canali in streaming su Internet. Quella sera, come già si era presunto, viene annunciata la nuova console Sony, la PS4, e vengono mostrati vari video dei giochi di lancio della console, come il nuovo capitolo della serie Killzone ed Infamous: Second Son. Viene anche presentato ufficialmente il nuovo controller. Il 28 febbraio 2013, Sony rivela alcune foto dell'interfaccia utente della nuova console, nelle quali si notano caratteristiche presentate al PlayStation Meeting, come lo streaming dei gameplay, i trofei (presenti anche nella generazione precedente) e il Cross Play tra differenti dispositivi. Sony ufficializzò che la console sarebbe uscita il 15 novembre 2013 in America e il 29 novembre in Europa, il prezzo ufficiale è di 399 dollari nel Nord America, 349 sterline nel Regno Unito e 399 euro in Europa. Sony concluse un accordo con il governo cinese a maggio 2014 per vendere i suoi prodotti in Cina, e la PS4 divenne il primo prodotto per essere venduto.

### Il lancio (2013-2015)
Il lancio negli Stati Uniti di PS4 fu clamoroso: oltre un milione di console furono vendute nel giro di 24 ore. Anche il lancio in Europa fu un successo: nel Regno Unito furono vendute, nell'immediato, 250000 unità, facendo della PS4 la console più velocemente venduta nella storia del paese. Anche in Germania la console ebbe un'ottima accoglienza; in Italia la presentazione della console durante il day-one, fu effettuata a Castel Sant'Angelo, a Roma.
Il 22 febbraio 2014, con il lancio di PS4 in Giappone, Sony si portò in cima alle classifiche con la sua console (anche grazie al gioco Knack). Difatti, la prima spedizione di console venne esaurita in poco tempo.
Un mese prima dell'E3, Sony, nonostante il lancio del prodotto già avvenuto a Hong Kong il 17 dicembre, ha confermato di portare la PS4 anche nell'intero mercato cinese, riapertosi nel 2013, dopo la sua chiusura nel 2000: l'ultima console a sbarcare in Cina era stata proprio la PlayStation 2. Sempre durante maggio, Sony riconobbe inoltre che, nonostante le elevate vendite di PS4 (7 milioni di unità confermate), la propria situazione finanziaria rimaneva comunque in stato di deficit, con perdite pari a 128.6 miliardi di yen, non a caso già ad aprile si erano verificati molti licenziamenti nell'azienda.

### Blocco in Europa (2014-2015)
A metà giugno 2014, Sony ha dichiarato di aver problemi a rifornire l'Europa della sua nuova console, a causa dell'alta richiesta; problemi certamente non riscontrati negli Stati Uniti dove la PS4, per il quinto mese di fila, batteva Xbox One in fatto di vendite. Nelle prime settimane di luglio 2014, la PS4 era la console più venduta negli Stati Uniti, nonostante il taglio di prezzo effettuato su Xbox One.
Alla fine di luglio 2014, Sony ha dichiarato d'esser riuscita ad abbassare i costi di produzione della console, e che nel primo quadrimestre del 2014 ha venduto oltre 3,5 milioni di unità, riportando l'intera azienda in stato di profitto.
Il 4 marzo 2015, Sony annuncia di aver superato i 20 milioni di console vendute. Il traguardo è stato raggiunto in 1 anno e 4 mesi, superando quindi di due mesi la PlayStation 2. Il 20 marzo 2015, avviene il lancio della PS4 in Cina.
Nella giornata del 22 giugno 2015, Sony ufficializza due nuovi modelli di PS4: il primo, denominato Ultimate Player Edition, possiede un hard disk da 1 TB; il secondo, codice CUH-1200, è stato revisionato esteticamente, con scocca interamente opaca e tasti fisici, oltre ad avere un consumo energetico ridotto dell'8% e un peso inferiore del 10%.

### La Ultimate Player Edition e la dimissione (2015-2021)
La Ultimate Player Edition, richiesta a gran voce dai fan soprattutto dopo l'annuncio di Xbox One con HDD da 1 TB da parte di Microsoft, è uscita in Italia il 15 luglio 2015. È stata inoltre aggiornata la PlayStation App per iOS e Android per supportare il riscatto di codici PlayStation Network anche da mobile.
A partire dal 2021, Sony smette di produrre tutti i modelli della console, tranne il modello Slim da 500GB. La società ha dichiarato che continuerà a dare supporto tecnico e a produrre nuovi giochi PS4 almeno fino al 2025.

## Hardware
L'architettura della PlayStation 4 presenta similitudini con quella di un PC, rendendo così più agevole e meno oneroso per gli studi di sviluppo la creazione di videogiochi per la console. 
La PlayStation 4 utilizza un processore sviluppato da AMD in collaborazione con Sony. La CPU è costituita da un processore personalizzato single-chip a basso consumo x86-64 AMD "Jaguar" da 8 core (due moduli da 4 core utilizzati contemporaneamente) con frequenza massima di clock di 1,6 GHz. La GPU è targata AMD Radeon da 1.84 TFLOPS. La PS4 contiene 8 GB di memoria RAM di tipo GDDR5, un hard disk interno da 500 GB, 1 o 2 TB (quest'ultima uscita solo in edizione limitata), lettore Blu-ray 6x, DVD 8x, due porte USB 3.0 e una porta AUX. Presente la connettività Ethernet, Wi-Fi (protocolli b/g/n) e Bluetooth 2.1 (EDR). Per quanto riguarda le uscite audio e video, è presente un'uscita HDMI e un'uscita digitale (ottica) ma non ha uscite per il video composito o il component.
La console presenta una modalità di riposo che consente di mettere in stand-by la console in uno stato a basso consumo, consentendo agli utenti di riprendere immediatamente il gioco o l'applicazione una volta riaccesa la console; si possono comunque scaricare contenuti come aggiornamenti del gioco e del sistema operativo mentre si è nella modalità di riposo. Un chip secondario permette di scaricare i giochi dal PlayStation Store, consentendo di giocare anche prima del termine del download.
Differenze tra i modelli della PS4
Le console PlayStation 4 sono state rilasciate in diverse varianti nel corso degli anni, ciascuna con caratteristiche e specifiche leggermente diverse. Le principali differenze tra i modelli PS4 Fat, Slim e Pro riguardano principalmente l'hardware, le dimensioni, la capacità di elaborazione grafica e alcune funzionalità. Ecco una panoramica delle differenze principali:
1. PS4 Fat:
  - È stata la prima versione della console rilasciata nel 2013.
  - Presenta un design più grande e massiccio rispetto ai modelli successivi.
  - È dotata di un processore AMD Jaguar a 8 core e una GPU AMD Radeon con prestazioni di base.
  - È disponibile con diversi tagli di memoria interna, tra cui 500GB e 1TB.
  - Supporta la riproduzione di contenuti multimediali come DVD e Blu-ray.
  - Può essere posizionata verticalmente o orizzontalmente utilizzando supporti appositi.
2. PS4 Slim:
  - È stata rilasciata nel 2016 come versione più sottile e leggera della console.
  - Ha un design più elegante e compatto rispetto al modello Fat.
  - Presenta le stesse specifiche hardware di base della PS4 Fat, ma con in più il protocollo Wi-Fi (ac) con banda a 5 GHz e con un design più efficiente dal punto di vista energetico.
  - È disponibile con tagli di memoria interna simili a quelli del modello Fat.
  - Ha la stessa capacità di riproduzione multimediale del modello Fat.
3. PS4 Pro:
  - È stata introdotta nel 2016 come una versione potenziata della console, progettata per giocare a giochi in 4K e supportare la realtà virtuale.
  - Ha un design simile alla PS4 Slim, ma con dimensioni leggermente più grandi per ospitare l'hardware aggiornato.
  - È dotata di un processore migliorato AMD Jaguar a 8 core e una GPU AMD Radeon con prestazioni significativamente migliorate rispetto ai modelli precedenti.
  - È disponibile con una capacità di memoria interna di 1TB.
  - Supporta la riproduzione di contenuti in 4K, inclusi giochi, streaming video e Blu-ray.
  - Offre una migliore qualità grafica e prestazioni più fluide rispetto ai modelli Fat e Slim, specialmente su schermi e televisori 4K.

Complessivamente, le principali differenze tra i modelli riguardano le dimensioni, il design, le prestazioni grafiche e alcune funzionalità, con la PS4 Pro che offre le prestazioni più avanzate tra i tre modelli.

### DualShock 4
Il DualShock 4 è il controller della PS4.
Successore del DualShock 3, si collega alla console tramite il Bluetooth 2.1 (EDR). Il DualShock 3 non è compatibile con la PS4. Il DualShock 4 è dotato di diverse nuove funzionalità, tra cui un touchpad a due punti di tipologia capacitiva, con meccanismo clic, che può interagire con i giochi in molti modi. Integra un sensore di movimento a elevata sensibilità a sei assi (giroscopio a tre assi, accelerometro a tre assi), dispone di una vibrazione migliorata e analogici ottimizzati, più precisi e fatti con materiali decisamente differenti dai controller di diversa generazione, per migliorare la presa. Comprende una batteria agli ioni di litio non rimovibile da 1000 mAh.
Le dimensioni del controller sono circa di 162 × 52 × 98 mm, con un peso di circa 210 g.
Il controller può essere caricato con l'ingresso Micro-USB B anche da console in modalità riposo. Inoltre il DualShock 4 è dotato di vari ingressi come il connettore jack che supporta il collegamento di cuffie o auricolari per consentire all'utente di parlare e ascoltare audio contemporaneamente, inoltre possiede anche una porta estensione proprietaria, che permette di collegarci un tastierino oppure di ricaricare il pad tramite base apposita. Un altoparlante mono è integrato nel controller (per offrire effetti sonori da ascoltare nei minimi dettagli) e i classici tasti Start e Select sono stati sostituiti e fusi in un unico tasto chiamato "Options". I tasti sono tornati ad essere digitali come per il primo DualShock, a causa dello scarso utilizzo di quelli analogici su PlayStation 3. I tasti L2 e R2 sono ora ricurvi per offrire maggiore controllo. Il nuovo tasto SHARE permette ai giocatori di condividere le loro esperienze di gioco. Una barra luminosa a LED è stata aggiunta al controller e permette di colorarsi in tanti colori diversi. I colori aiutano a identificare i giocatori e avvisano in momenti critici cambiando colore come quando si ha la salute bassa colorandosi di rosso.
Inoltre con la PlayStation Camera si può rilevare la posizione del DualShock 4 nello spazio tramite la barra a LED. Questa funzione è basata sulla tecnologia utilizzata nel PlayStation Move che è inoltre anche compatibile con la PS4.
Il controller è disponibile in varie colorazioni e può essere acquistato al prezzo di 59€. Si può inoltre acquistare la base di ricarica che consente di caricare contemporaneamente fino a due DualShock 4, direttamente alla presa di corrente, senza quindi doverli tenere attaccati alla console attraverso le porte USB, con la PS4 accesa. Inoltre la periferica offre anche un valido supporto per i controller, per tenere in ordine il proprio angolo videoludico, evitando di lasciarli in giro.

### PlayStation Camera

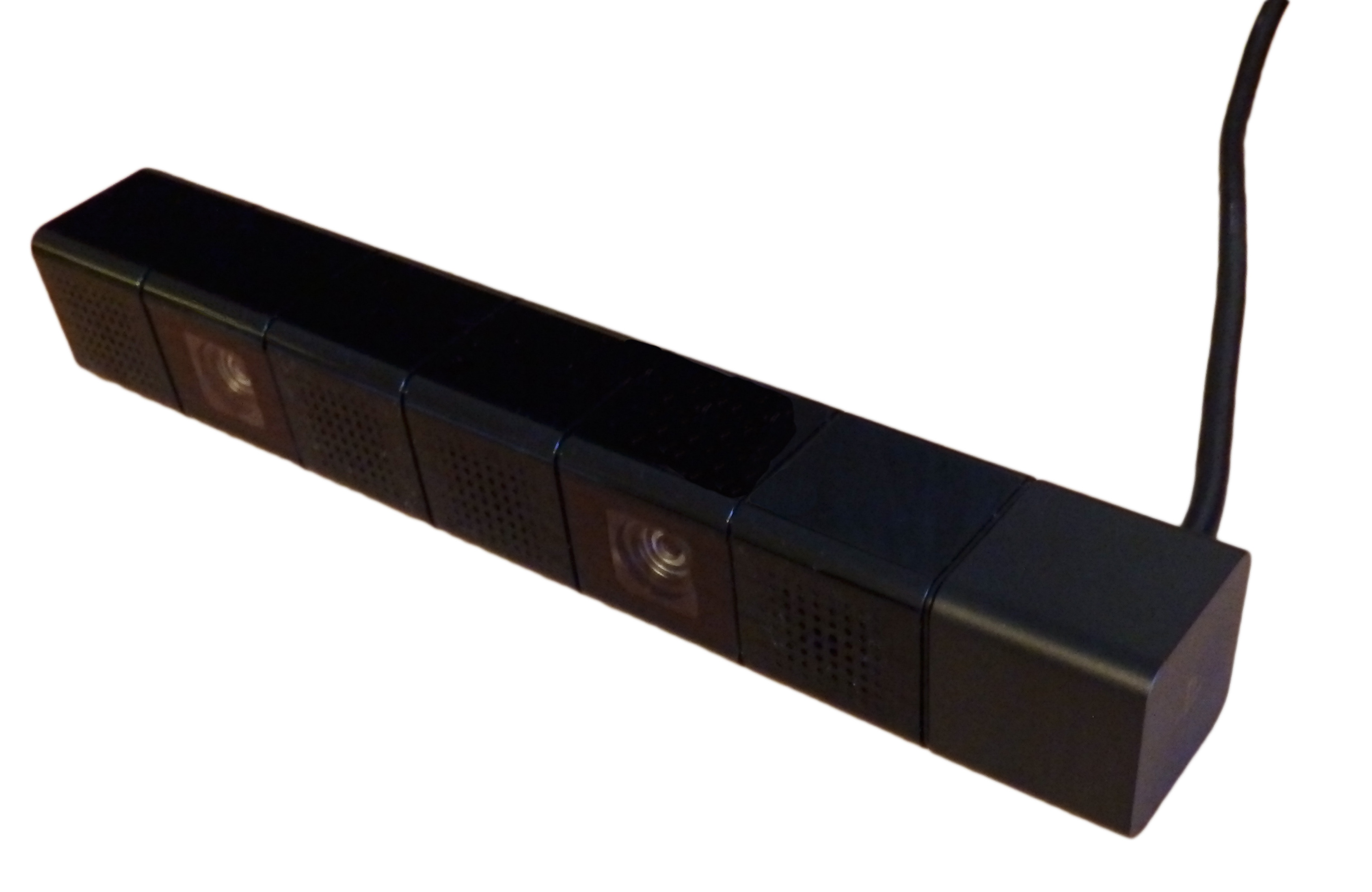
PlayStation Camera

La PlayStation Camera è l'accessorio di rilevazione di movimento della PS4.
Comprende due telecamere da 1280 x 800 pixel di risoluzione con un diaframma a doppio obiettivo, valore F/F 2.0 a focale fissa, 30 cm distanza di messa a fuoco, e un campo visivo di 85°. Le camere registrano video in formati RAW e YUV (non compresso), e sono dotate, oltre che di quattro microfoni, anche di un sistema per il riconoscimento facciale e vocale. Le dimensioni della camera sono di circa 186 mm x 27 mm x 27 mm con un peso di circa 183 g.
La camera non è presente all'interno della confezione della console ma è acquistabile separatamente al prezzo di 64€.

### PlayStation VR

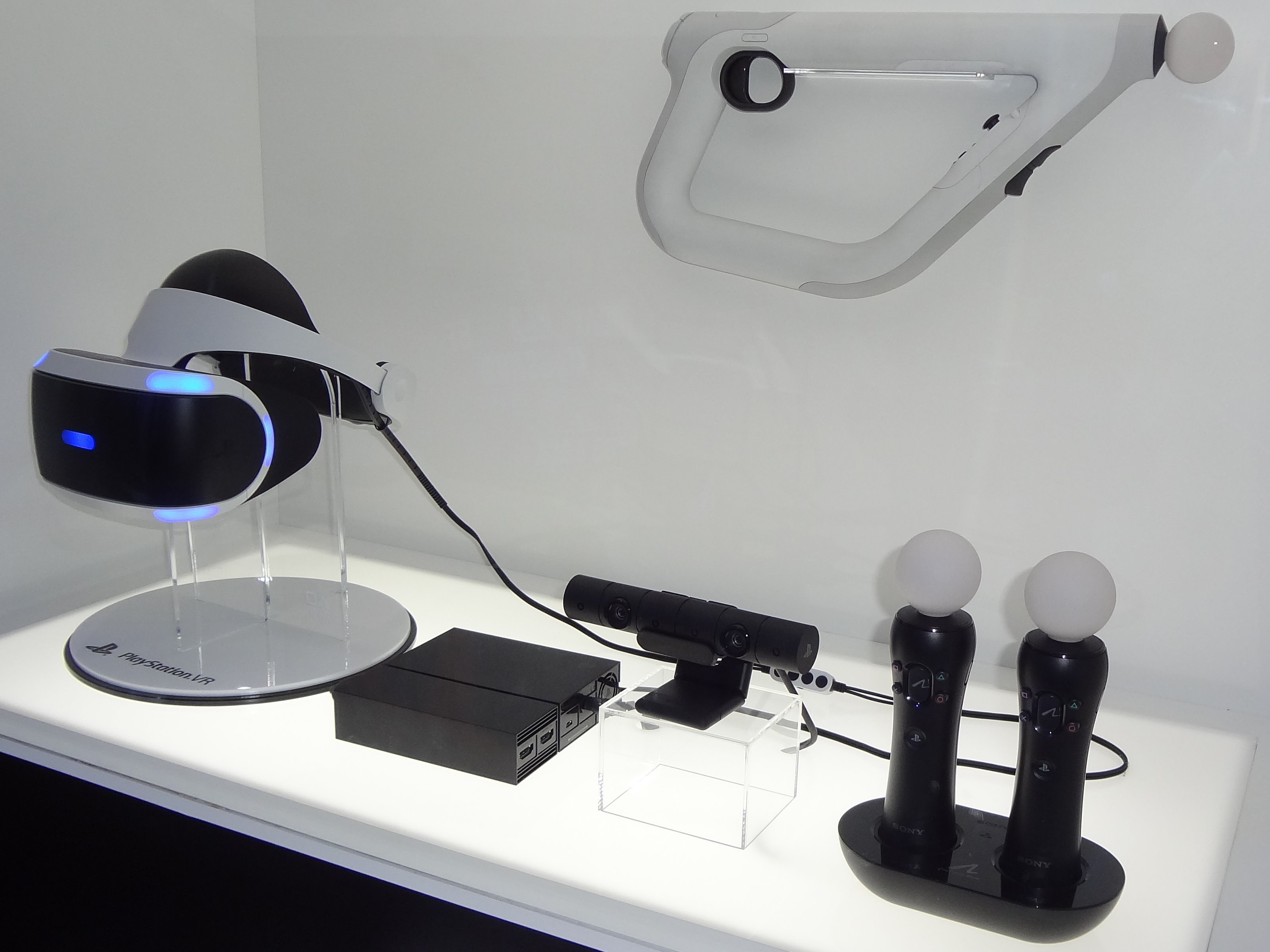
Il PlayStation VR (a sinistra), i vari sensori di movimento del VR (in alto e a destra) e la PlayStation Camera (al centro).

PlayStation VR è l'accessorio di realtà virtuale della PS4.
Il 19 marzo 2014, Sony presentò il dispositivo e annunciò che sarebbe stata compatibile con PlayStation 4 e PlayStation Vita.
I display utilizzati nel devkit sono in grado di supportare la risoluzione 1080p (1920xRGBx1080, 960xRGBx1080 per occhio) e 90 gradi di campo visivo, con il tracking assicurato da una frequenza di 1000 Hz, 3 Meter Working Volume, rotazione completa a 360 gradi e allo studio anche il tracking del movimento degli occhi. Lo schermo è un pannello LCD da 5 pollici, mentre l'headset è fornito anche di accelerometro e giroscopio, con connessione a PlayStation 4 via USB e HDMI, al suo interno anche una CPU. L'audio fornisce una simulazione di suono spaziale intorno al giocatore.
È uscito il 13 ottobre 2016 in tutto il mondo.

## Software
Il sistema operativo di PS4, rinominato Orbis OS, è basato su una versione modificata di FreeBSD 9.0.
La PS4 non richiede una connessione obbligatoria per poter funzionare, anche se si forniscono più funzionalità con una connessione ad Internet. La PS4 include un browser basato su WebKit analogamente ad altri browser come Safari. La nuova interfaccia utente, denominata PlayStation Dynamic Menu, visualizza il profilo del giocatore, le attività recenti, i trofei e permette di avere più utenti con ognuno un proprio codice di accesso. I giocatori possono scegliere se usare il loro nome reale o un nickname in situazioni dove l'anonimato è importante. Il profilo Facebook può essere sincronizzato con il proprio profilo PlayStation Network, in modo da rendere più facile riconoscere gli amici. La schermata iniziale offre contenuti in tempo reale da amici online. "Novità" comprende i media condivisi, giochi recentemente giocati e altre notifiche. L'interfaccia dispone anche di un multitasking sia nella schermata iniziale che nel gioco, che permette di spostarsi da un app all'altra in modo rapido e senza chiudere i programmi che si stanno utilizzando. La PlayStation Camera permette di comunicare tramite comandi vocali, i giocatori possono esplorare l'interfaccia, avviare un gioco o salvare screenshot con la propria voce.

### Multimedia
La PS4 è una console multimediale: consente di guardare film in alta definizione fino a 1080p su un televisore Full HD. Supporta la riproduzione Blu-ray (anche in 3D) e la riproduzione di DVD, mentre i CD non sono supportati. I file MP3, MP4, M4A e 3GP possono essere riprodotti da una pendrive previo collegamento tramite USB.

### PlayStation Network
Il PlayStation Network permette agli utenti di accedere a una vasta gamma di servizi gratuiti e/o a pagamento, incluso il PlayStation Store, PlayStation Plus (servizio in abbonamento), PlayStation Music e il PlayStation Video che permette agli utenti di acquistare o noleggiare film e serie TV.
A differenza della PlayStation 3, per la PS4 è necessario sottoscrivere l'abbonamento al PlayStation Plus per poter giocare in multiplayer tramite Internet alla maggior parte dei giochi; questo requisito non si applica ai giochi free-to-play.

### Riproduzione remota
Smartphone, tablet e la PlayStation Vita possono interagire con la PlayStation 4 come schermo secondario, i dispositivi possono anche risvegliare la console dalla modalità di riposo. La riproduzione remota è una funzione che consente a PlayStation Vita di controllare una PlayStation 4 tramite una connessione wireless. Grazie a questa funzione, i giocatori possono utilizzare la maggior parte dei giochi per PlayStation 4 comodamente seduto sul divano e anche quando non si è a casa sulla propria PlayStation Vita. Si può usare la PlayStation Vita come schermo secondario per visualizzare contenuti unici quando si gioca con titoli che supportano la funzione di secondo schermo. L'uso della funzione di secondo schermo varia a discrezione dei singoli sviluppatori del gioco, ma le possibilità comprendono applicazioni come radar, mappe, angolazioni alternative della telecamera, playbook per i giochi sportivi e tanto altro ancora. Non tutti i giochi per PlayStation 4 supportano il secondo schermo.
PlayStation App permette invece di gestire i download dei giochi, restare aggiornato sull'attività degli amici o controllare la PS4 a distanza e usare la tastiera a schermo. L'applicazione è disponibile solo per dispositivi mobili iOS e Android.

### Condivisione file multimediali
Il controller DualShock 4 include un pulsante SHARE, permettendo al giocatore di condividere screenshot o gameplay di gioco. I video possono essere caricati su vari siti come: Dailymotion, Facebook, Twitter e YouTube oppure possono essere copiati su un hard disk esterno USB e caricarli su un social network o sito web di loro preferenza.

### Trasmissione in diretta
I giocatori possono trasmettere registrazioni dal vivo mentre si sta giocando attraverso servizi come Twitch, Ustream e YouTube permettendo ad amici di visualizzare e commentare in tempo reale da altri browser e dispositivi.

### Share Play
Con Share Play si può cedere il controller a un ospite e farlo giocare al loro posto. Inoltre, permette di invitare l'ospite a giocare in una sessione multigiocatore tramite Internet anche se il titolo non supporta il multigiocatore online. L'ospite non deve possedere una copia del gioco per usare Share Play. Richiede un abbonamento PlayStation Network e può essere utilizzato solo per un'ora alla volta.

### Retrocompatibilità
PlayStation 4 non è in grado di riprodurre nessun gioco fisico proveniente da vecchie console PlayStation. Versioni emulate di alcuni giochi PS2 possono però essere acquistate su PlayStation Store, ora riproducibili anche in streaming tramite PlayStation Plus Premium. Queste versioni presentano delle migliorie come la risoluzione in 1080p, l'aggiunta al supporto per i Trofei e anche alcune feature tipiche di PS4, come il Remote Play, lo Share Play, i feed delle attività e il Live Broadcast. Un grande parco titoli di giochi PS3 può essere giocato su PS4 solo in streaming tramite il servizio a pagamento PlayStation Plus Premium.

## Caratteristiche tecniche
- Single die APU che include:
  - Central Processing Unit
    - AMD64 Jaguar (x86-64)[44]
    - 8 core @1.6 GHz[45]
    - 256 KByte cache di primo livello[46]
    - 4 MByte cache di secondo livello[44]

  - Graphics Processing Unit
    - GPGPU AMD Radeon Liverpool 800 MHz[47]
    - Pixel Shader Model 5.0[47]
    - Ombreggiatura a 64 Shaders di tipo unificato[44]
    - Fillrate in pixel da 25.6 gigasample al secondo[47]
    - Fillrate in texel da 64.0 gigatexel al secondo[47]
    - 32 Render Output Units[48]
    - Performance complessiva dichiarata in virgola mobile: 1.84~1.86 TeraFLOPS[49]
- Processore ARM a bassi consumi per operazioni secondarie in background.[50][51]
- Memoria:
  - 8 GB (512 MByte x 16) RAM/VRAM GDDR5 unificata (sistema e video)[52]
  - System Bandwidth 177 GB/s[52]
  - 256 MB GDDR3 RAM (per scopo secondario)[53]
- Sistema operativo
  - Orbis OS (basato su FreeBSD 9)[54]
- Unità Disco
  - Blu-ray Disc 6xCAV (27 MB/s), compatibile DVD-ROM 8xCAV (11 MB/s)
- Archiviazione
  - HDD da 500 GB/1 TB (sostituibile)
- Comunicazione:
  - Ethernet (10BASE-T, 100BASE-TX, 1000BASE-T)
  - Wi-Fi IEEE 802.11 b/g/n
  - 2x Super-Speed USB 3.0
  - Bluetooth v4.0
  - Uscita proprietaria per PlayStation Camera (connettore AUX)
- Uscite Audio/Video
  - HDMI che va da 480p a 1080p (4K su PS4 pro)
  - Audio digitale: DIGITAL OUT (ottico)
- Dimensioni e massa
  - Larghezza: 27.5 cm
  - Profondità: 30.5 cm
  - Altezza: 5.3 cm
  - Massa: 2.8 kg

## Problemi
Il lancio di PlayStation 4 è stato minato da alcuni problemi, come alcuni utenti abbiano riscontrato difficoltà con l'uscita HDMI e l'accensione della luce blu lampeggiante con successivo spegnimento della console dopo un paio di secondi. Questo è dovuto solitamente ad un problema hardware. Tuttavia Sony ha dichiarato che il difetto affligge meno del 4% delle console vendute e il tutto rientra nelle normali aspettative per il lancio di un nuovo prodotto di elettronica.

## Accoglienza

### Critica

#### Pre-pubblicazione
L'accoglienza anteriore alla pubblicazione della console da parte di sviluppatori e giornalisti è stata positiva. Mark Rein di Epic Games elogiò l'architettura "potenziata" del sistema di Sony, descrivendolo come "un hardware fenomenale". Anche John Carmack, programmatore e co-fondatore di id Software, lodò il design dicendo "Sony ha fatto scelte ingegneristiche sagge", mentre Randy Pitchford di Gearbox Software espresse soddisfazione per la quantità di memoria ad alta velocità nella console. Eurogamer definì inoltre la tecnologia grafica di PS4 "impressionante" e un miglioramento rispetto alle difficoltà incontrate dagli sviluppatori su PS3. 
Numerosi professionisti del settore riconobbero il vantaggio prestazionale di PlayStation 4 rispetto a Xbox One. Parlando con la rivista Edge, diversi sviluppatori di giochi descrissero la differenza come "significativa" e "ovvia". ExtremeTech affermò che l'unità di elaborazione grafica di PS4 offrisse un "serio vantaggio" rispetto alla concorrenza, ma a causa della natura dello sviluppo multipiattaforma, i giochi che condividono le stesse risorse sarebbero comunque apparsi "molto simili". In altri scenari, i progettisti avrebbero potuto sfruttare parte della potenza aggiuntiva di PS4 in modo semplice, per aumentare la frequenza dei fotogrammi o l'output a una risoluzione più elevata, mentre i giochi degli studi proprietari di Sony che avrebbero sfruttato appieno l'hardware "probabilmente avranno un aspetto significativamente migliore di qualsiasi altra cosa su Xbox One."
In risposta alle preoccupazioni sulla possibilità di misure DRM per ostacolare la rivendita di giochi usati (e in particolare, le politiche DRM iniziali di Xbox One, che contenevano tali restrizioni), Jack Tretton ha dichiarato esplicitamente durante la conferenza stampa E3 di Sony che non ci sarebbe stata "alcuna restrizione" sulla rivendita e lo scambio di giochi per PS4 su supporti fisici, mentre il responsabile dello sviluppo dei prodotti software Scott Rohde ha specificato che Sony stesse pianificando di vietare anche i passaggi online, proseguendo dicendo che le politiche sono state progettate per essere "a misura di consumatore, estremamente amichevole per i rivenditori ed estremamente amichevole per gli editori". Dopo la conferenza stampa di Sony all'E3 2013, IGN ha risposto positivamente all'atteggiamento di Sony nei confronti degli sviluppatori indipendenti e il commercio di giochi, affermando che pensavano che "la maggior parte dei giocatori sarebbe d'accordo" che "se ti interessano giochi come [Sony], comprerai una PlayStation 4". Anche il disco rigido rimovibile e aggiornabile di PlayStation 4 ha ricevuto elogi da IGN, con Scott Lowe che ha commentato che la decisione ha dato alla console "un altro vantaggio" rispetto a Xbox One, il cui disco rigido non è accessibile.
GameSpot ha definito la PlayStation 4 "la scelta del giocatore per la prossima generazione", citando il suo prezzo, la mancanza di una gestione restrittiva dei diritti digitali e, soprattutto, gli sforzi di Sony per "riconoscere i suoi consumatori" e "rispettare il suo pubblico" come fattori principali.

## Revisioni Hardware

### PlayStation 4 Slim e PlayStation 4 Pro

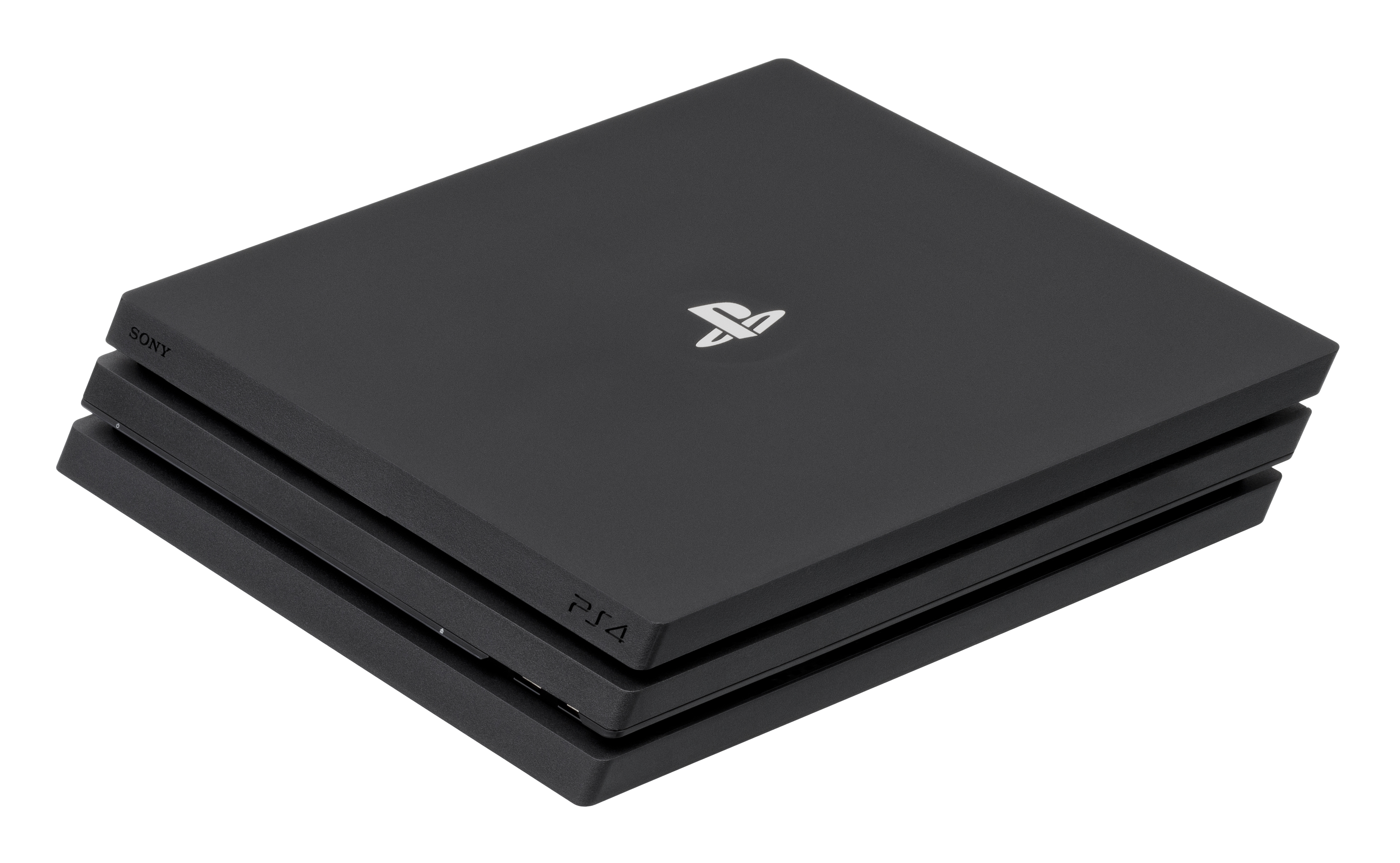
La PlayStation 4 Pro

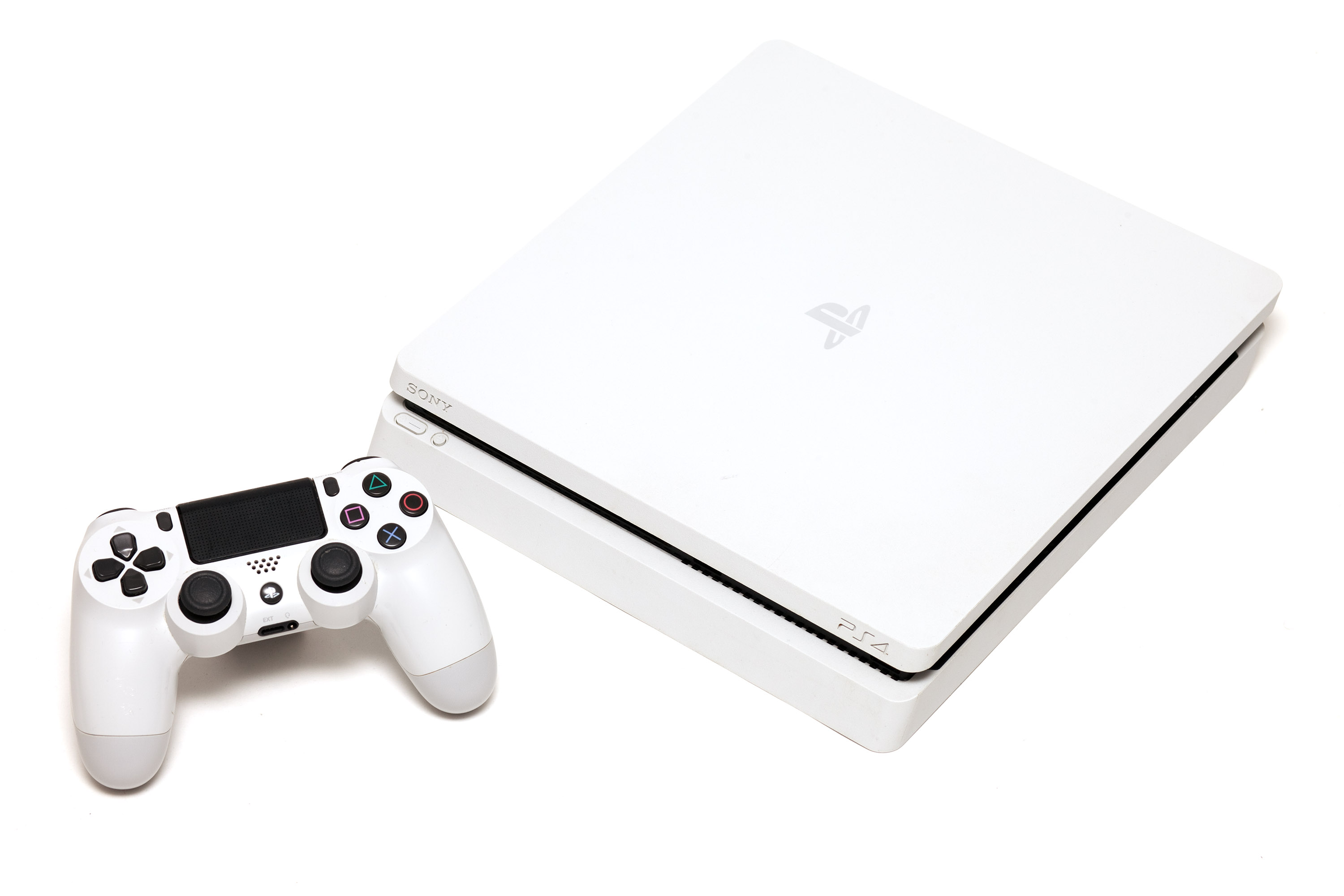
La PlayStation 4 Slim

Il 10 giugno 2016, Sony ha confermato che una revisione hardware di PlayStation 4, con il nome in codice Neo, era in fase di sviluppo. La nuova revisione è un modello di console di fascia più alta destinata a supportare i giochi in 4K. Il nuovo modello è stato venduto insieme al modello esistente di PS4, e tutto il software esistente sarà compatibile tra i due modelli. La console di fascia alta è stata rivelata al pubblico al PlayStation Meeting del 7 settembre 2016 come PlayStation 4 Pro, affiancata dalla presentazione della PlayStation 4 Slim (il nome ufficiale rimane PlayStation 4), un modello più sottile della console standard PlayStation 4. Nel corso della conferenza, Sony ufficializzò che la PS4 Slim sarebbe uscita il 15 settembre 2016 al prezzo di 299 dollari nel Nord America, 249 sterline nel Regno Unito e 299 euro in Europa, mentre la PS4 Pro sarebbe uscita il 10 novembre 2016 al prezzo di 399 dollari nel Nord America, 349 sterline nel Regno Unito e 409 euro in Europa.

La versione Pro offre un consistente incremento delle prestazioni lato GPU, passando da 1,81 TFLOPS a 4,2 TFLOPS, mentre la CPU aumenta le prestazioni del 30%, mentre la banda passante incrementa del 24% (da 176 a 218 GB/s).

## Edizioni speciali
Il 10 giugno 2014, nel corso dell'E3, Sony annunciò un bundle in edizione limitata e disponibile dall'autunno 2014, contenente una PlayStation 4 in colorazione bianca (chiamata Glacier White, sempre in versione da 500 GB), un DualShock 4 bianco e il videogioco Destiny. Fu inoltre presentato il Gold Wireless Headset in edizione limitata, sempre in colorazione bianca.
Successivamente venne prodotta una versione in edizione limitata (12.300 unità) denominata PlayStation 4 20th Anniversary Edition, per omaggiare i venti anni di PlayStation. Questo modello riprende il colore grigio e il logo della prima PlayStation; il bundle include inoltre una PlayStation Camera e un DualShock 4 sempre in colorazione grigia.
In contemporanea con l'uscita di Batman: Arkham Knight, Sony introduce sul mercato un'ulteriore edizione limitata, contenente la console e il DualShock 4 in colorazione "Steel Grey" con un design personalizzato dedicato a Batman.
In occasione dell'uscita di Metal Gear Solid V: The Phantom Pain è stata annunciata un'edizione limitata contenente la console di colore rosso intenso con dettagli dorati, ispirata al braccio bionico di Big Boss e un DualShock 4 nero; il controller e la console sono decorati con il simbolo di Diamond Dogs, l'organizzazione militare privata guidata da esso. La confezione contiene anche una copia della Day 1 Edition del videogioco.
In occasione dell’uscita del videogioco Gran Turismo Sport è stata annunciata una edizione limitata bicolore (nero sotto ed argento sopra) con il controller abbinato.
In occasione del lancio di Uncharted 4: Fine di un ladro, esclusiva PS4 del 2016, Sony ha distribuito una variante della console in edizione limitata colorata di un blu chiaro con sopra disegnato Nathan Drake, il protagonista della serie omonima; sul lato vi è inoltre la scritta "Sic Parvis Magna". Anche il controller è dello stesso colore.
Con il lancio di Final Fantasy XV è stata prodotta una versione nello stile Final Fantasy chiamata Playstation 4 Luna: la console aveva una luna placcata in nero, mentre il controller era identico alla versione base, ad eccezione della scritta "XV". Assieme alla console vi erano due dischi, uno contenente il gioco "Final Fantasy XV" e l'altro il lungometraggio Kingsglaive: Final Fantasy XV.
In occasione dell'uscita di Marvel's Spider-Man, in esclusiva per PS4, nel 2018 Sony ha distribuito una variante della console colorata di rosso acceso con sopra disegnato il simbolo del ragno bianco. Insieme alla console, anche il Dualshock 4 ha ricevuto un restyling, poiché anch'esso è stato colorato di rosso. Questa versione della console è disponibile anche insieme alle edizioni speciali del gioco.
In occasione dell'uscita del videogioco God of War del 2018 è stata realizzata una PS4 Pro bianca, grigia e dorata, con un motivo che ricorda delle rune e l'ascia di Kratos, e un controller bianco e grigio con il marchio dei fratelli Huldra sul lato.
In occasione dell'uscita del gioco Kingdom Hearts III del 2019 è stata realizzata un'edizione limitata della console con serigrafia a tema, controller abbinato a tema, in bundle con gioco versione deluxe, artbook e gadget.
In occasione dell'uscita di The Last of Us Part II del 2020 è stata realizzata una PS4 Pro in edizione limitata con il tatuaggio della protagonista Ellie, insieme ad un DualShock 4 e delle cuffie con lo stesso motivo.